# Graueria vittata
Graueria vittata là một loài chim thuộc chi đơn loài Graueria trong họ Sylviidae.